# 긴메이 천황
긴메이 천황(일본어: 欽明天皇 긴메이 텐노[*], 509년 ~ 571년 5월 24일)은 일본의 제 29대 천황(재위 : 539년 12월 30일 ~ 571년 4월 15일)이다. 일본식 시호는 아메쿠니오시하라키히로니와노스메라미코토(天国排開広庭天皇)이다. 시키시마노스메라미코토(志帰嶋天皇 / 斯帰斯麻天皇)로도 불린다.

## 시호

### 화풍 시호
- 아메쿠니오시하루키히로니와노스메라미코토 (天国押波流岐広庭天皇) - 『고사기』
- 아메쿠니오시하라키히로니와노스메라미코토 (天国排開広庭天皇) - 『일본서기』
- 아메쿠니오시하루키히로니와노미코토 (阿米久爾意斯波留支比里爾波乃弥己等) - 『천수국수장』
- 天國案春岐廣庭天皇 - 『간고지가람록기』

### 한풍 시호
- 긴메이 천황 (欽明天皇) - 대대로 천황과 함께 오우미노 미후네에 의해 붙혀졌다고 한다.

## 지위 명칭
그의 당시 지위의 명칭은 천황(덴노)가 아니었다. 대부분의 사학자들은 덴무 천황과 지토 천황 시대까지 이 명칭이 도입되지 않았다고 한다. 아마도 스메라미코토 또는 아메노시타 시로시메스 대왕(治天下大王)으로 하늘 아래 모든 것을 다스리는 위대한 왕을 의미한다. 또는 긴메이는 야마토 대왕 (ヤマト大王/大君)으로 언급된다.

## 생애
《일본서기》의 긴메이 천황을 설명하는 여러 연대기의 차이 때문에 어떤 이는 그는 실제로 안칸 천황과 센카 천황의 라이벌이었다고 믿는다. 긴메이 천황은 형 센카 천황이 죽은 후에 왕좌에 올랐다.
이 설명은 센카 천황은 539년 73세의 나이로 죽었고 왕좌의 계승은 삼남 긴메이가 하였는데 그는 센카 천황의 동생이었다. 얼마 후 긴메이 천황은 왕좌를 얻었다고 언급된다. 《일본서기》에 의하면, 539년 12월 5일 긴메이 천황이 등극하고, 540년을 원년(元年)으로 삼아 1월에 정비(正妃)를 정하게 된다. 그런데 원년(539년) 2월조에 다음과 같은 기사가 실려 있다. "2월에 백제사람 고치후(己知部)가 건너왔다. 그를 왜국의 소후노카미코호리(添上郡)의 야마무라(山村, 현재의 나라시 터전)에 살게 했다. 그는 지금(720년경)의 야마무라의 고치후의 선조(先朝)다. " 이와 같이 당시 백제인들이 왜나라 백제인 왕실에 건너와 고관으로 활약한 내용들이 기록되어 있는 것이다. 539년 7월에, "왕도(王都)를 시키시마(磯城嶋, 지금의 나라현 사쿠라이시 카네야)로 옮겼다. 그리하여 왕궁의 호칭을 시키시마의 카나사시노미야(金刺宮)로 부르게 되었다. 고바야시의 주장에 따른다면 고구려에 패해서 왜국으로 망명한 백제 성왕은 이 금자궁을 새로운 왕궁으로 삼고 540년 7월에 긴메이 천황으로서 왜를 다스렸다는 것이다. 소가 씨(蘇我 氏)의 강력한 지지에 의해 즉위한 긴메이 천황은 소가노 이나메(蘇我稲目)와 모노노베노 오코시(物部尾輿) 등을 대신으로 임명하였다. 이후 조정은 소가 씨와 모노노베 씨(物部 氏)의 총지휘하에 놓였다. 그러나 이 두 세력은 '불교 숭배'를 둘러싸고 30년이 넘도록 대립투쟁을 펼쳤다.
긴메이 천황은 그의 궁전을 시키시마 노 카나자시 궁 (磯城嶋金刺宮)을 야마토에 세웠다.
일본서기에 따르면 긴메이 천황은 571년까지 다스렸고 히노쿠마노사카 합릉(桧隈坂合陵)에 묻혔다고 기록되었지만 실제로는 가시하라시(橿原市)의 미세마루야마 고분(見瀬丸山古墳)에 묻혔다.

## 가족 관계
게이타이 천황의 적남이다. 어머니는 타시라카노히메미코 (닌켄 천황의 황녀)이다.
- 황후 : 이시히메노히메미코 (石姫皇女) - 센카 천황의 황녀
  - 아들 : 야타노타마카츠노오오에노미코 (箭田珠勝大兄皇子) - 야타노미코(八田王)
  - 아들 : 누나쿠라노후토타마시키노미코토 (渟中倉太珠敷尊) - 오시사카노히코히토노오오에노미코의 아버지
  - 딸 : 카사누이노히메미코 (笠縫皇女) - 사타케노히메미코(狭田毛皇女)
- 비(妃) : 쿠라노와카야히메노히메미코 - 센카 천황의 황녀, 『고사기(古事記)』에서는 오이시히메노미코토(小石比賣命)
  - 아들 : 이소노카미노미코 (石上皇子) - 카미노미코(上王)
- 비(妃) : 히카게노히메미코 (日影皇女) - 센카 천황의 황녀?, 『고사기(古事記)』에는 없음.
  - 아들 : 쿠라노미코 (倉皇子) - 『고사기(古事記)』에는 소가노쿠라노미코(宗賀之倉王)로, 어머니는 아라코노이라츠메(糠子郎女)
- 비(妃) : 키타시히메 (堅塩媛) - 소가노 이나메노스쿠네의 딸
  - 아들 : 오오에노미코 (大兄皇子)
  - 딸 : 이와쿠마노히메미코 (磐隈皇女) - 유메노히메미코 (夢皇女), 이세제궁
  - 아들 : 아토리노미코 (臘嘴鳥皇子) - 아토리노미코 (足取王)
  - 딸 : 누카타베노히메미코 (額田部皇女)
  - 아들 : 마로코노미코 (椀子皇子) - 마로코노미코 (麻呂古王)
  - 딸 : 오오야케노히메미코 (大宅皇女)
  - 아들 : 이소노카미베노미코 (石上部皇子) - 이미가코노미코 (伊美賀古王)
  - 아들 : 야마시로노미코 (山背皇子) - 야마시로노미코 (山代王)
  - 딸 : 오오토모노히메미코 (大伴皇女)
  - 아들 : 사쿠라이노미코 (桜井皇子) - 사쿠라이노유미하리노미코 (桜井之玄王), 키비히메노오오키미의 아버지
  - 딸 : 카타노노히메미코 (肩野皇女) - 마누노미코 (麻奴王)
  - 아들 : 타치바나노모토노와카미코 (橘本稚皇子)
  - 딸 : 토네리노히메미코 (舎人皇女) - 네도노미코 (泥杼王), 타이마노미코의 비
- 비(妃) : 오아네노키미 (小姉君) - 소가노 이나메노스쿠네의 딸
  - 아들 : 우마라키노미코 (茨城皇子) - 우마키노미코 (馬木王)
  - 아들 : 카즈라키노미코 (葛城皇子)
  - 딸 : 아나호베노하시히토노히메미코 (穴穂部間人皇女) - 요메이 천황의 황후, 쇼토쿠 태자의 어머니. 타메노미코의 비
  - 아들 : 아나호베노미코 (穴穂部皇子) - 스메이로도 (須賣伊呂杼)ㆍ아마츠카코노미코 (天香子皇子)ㆍ스미토노미코 (住迹皇子)
  - (야카베노미코 (宅部皇子) → 센카 천황의 황자
  - 아들 : 하츠세베노미코 (泊瀬部皇子)
- 비(妃) : 누카코 (糠子) - 카스가노 히츠메노오미의 딸
  - 딸 : 카스가노야마다노히메미코 (春日山田皇女)
  - 아들 : 타치바나노마로노미코 (橘麻呂皇子) - 마로고노미코 (麻呂古王)

## 같이 보기
- 일본 천황